# Mallahle
Mallahle är en stratovulkan i Etiopien. Den ligger i den norra delen av landet, 600 km nordost om huvudstaden Addis Abeba. Toppen på Mallahle är 1 875 meter över havet, eller 608 meter över den omgivande terrängen. Bredden vid basen är 0,09 km.
Terrängen runt Mallahle är huvudsakligen kuperad. Runt Mallahle är det glesbefolkat, med 16 invånare per kvadratkilometer. Trakten runt Mallahle är ofruktbar med lite eller ingen växtlighet.